# Estela Hernández Jiménez
Estela Hernández Jiménez (Santiago Mexquititlán) es una defensora del medio ambiente y los derechos indígenas en México, originaria de la comunidad ñhañhú (otomí) de Santiago Mexquititlán en el Municipio de Amealco de Bonfil, Querétaro. Su trabajo se enfoca en la protección del territorio, la gestión del agua y la preservación de la lengua y cultura indígena.

## Biografía
Estela Hernández Jiménez ha estado involucrada en diversas iniciativas orientadas a la defensa de los derechos de las comunidades indígenas, particularmente en su comunidad de origen. Sus actividades incluyen acciones para garantizar el acceso al agua y la protección de recursos naturales ante riesgos asociados a proyectos externos.
En el ámbito cultural, Hernández Jiménez ha participado en proyectos de promoción de la lengua ñhañhú. En 2020, colaboró en el desarrollo del libro El otomí de Santiago Mexquititlán: Guía para aprender y enseñar otomí, publicado por la Universidad Autónoma de Querétaro. Este libro fue diseñado como un instrumento pedagógico para quienes buscan aprender o enseñar hñähñu, proporcionando conocimientos básicos y avanzados de la lengua otomí, además de herramientas para profundizar en su aprendizaje.
Hernández Jiménez ha denunciado públicamente intentos de despojo del territorio, como el caso del Centro Ceremonial Hñöhñö de Santiago Mexquititlán, y ha rechazado iniciativas como la reforma educativa del expresidente Enrique Peña Nieto por considerarlas contrarias a los intereses de las comunidades indígenas.

Uno de los casos más destacados en los que participó fue la defensa de su madre, Jacinta Francisco Marcial, detenida de forma arbitraria el 3 de agosto de 2006 y acusada de secuestro de agentes de la extinta Agencia Federal de Investigaciones. Hernández Jiménez ha exigido justicia y reparación por estos hechos.
“En todos los pueblos de México y del mundo, la resistencia se da desde diferentes espacios y las mujeres hemos puesto el cuerpo, el alma, el espíritu ante la resistencia en la defensa del agua, la vida y el territorio. En lo personal me enorgullece estar entre mujeres defensoras de derechos humanos, pero también mujeres que dan vida desde sus territorios.”
A partir de la defensa de su madre, se ha involucrado activamente en la promoción y defensa de los derechos de los pueblos originarios en su comunidad, Mexquititlán, y en la resistencia a los proyectos de gentrificación. En 2018, impulsó la inclusión en las boletas electorales de María de Jesús Patricio Martínez como candidata presidencial.
Actualmente, es integrante del Concejo Autónomo de Santiago Mexquititlán y del Congreso Nacional Indígena (CNI).

## Detención y denuncia de agresiones (2025)
El 4 de junio de 2025, Estela Hernández Jiménez fue detenida por elementos de la Policía Estatal de Querétaro (POES) mientras documentaba el arresto de cuatro habitantes de la comunidad de Santiago Mexquititlán. Durante su detención, Hernández Jiménez denunció haber sido víctima de agresiones físicas y sexuales por parte de los agentes, incluyendo golpes, jalones de cabello y patadas en diversas partes del cuerpo.